# Coogee
Coogee ist ein Stadtteil der Metropole Sydney im australischen Bundesstaat New South Wales. Er liegt vollständig im Verwaltungsgebiet Randwick City.
Coogee hat bei der Volkszählung 2021 etwa 14.600 Einwohner gehabt. Coogees Grundfläche beträgt etwa 1,9 km². Im Osten grenzt Coogee an die Tasmansee. Dort liegt der (insbesondere bei der örtlichen Bevölkerung) beliebte Strand namens Coogee Beach.